# Sabato Malinconico
Sabato Malinconico (Castellammare di Stabia, 10 giugno 1943) è un magistrato italiano.

## Biografia
Si è laureato in giurisprudenza presso l'università di Napoli nel 1965, entrando nella carriera prefettizia nel 1967, e divenendo viceprefetto ispettore nel 1980 e viceprefetto nel 1985.
Nominato prefetto nel 1989, dal febbraio 1990 è consigliere presso la presidenza del consiglio dei ministri, e dal 1991 è prefetto di 1ˆ classe e ispettore generale di amministrazione.
Nell'ottobre 2006 è stato nominato consigliere di stato.
Il 6 luglio 2012 viene nominato sottosegretario di stato al ministero della giustizia sotto il ministro Paola Severino nel governo Monti, rimanendo in carica fino al 28 aprile 2013.